# Kubinke, der Barbier, und die drei Dienstmädchen
Kubinke, der Barbier, und die drei Dienstmädchen ist ein deutscher Stummfilm aus dem Jahre 1926 von Carl Boese mit Werner Fuetterer in den Titelrolle des Barbiers Kubinke. Die drei Dienstmädchen, die um ihn werben, werden von Erika Glässner, Käthe Haack und  Hilde Maroff verkörpert. Der Geschichte liegt ein Roman von Georg Hermann zugrunde.

## Handlung
Alltagsereignisse aus dem Leben des jungen Friseurgehilfen Kubinke im Zentrum einer Hintertreppengeschichte aus der Welt der kleinen Leute. Kubinke, jung, attraktiv und charmant, wird gleich dreifach begehrt: von der drallen Köchin, einem ältlichen Hausmädchen, das ihn verführt, und dem netten Mädchen von nebenan, das schließlich die Seine wird. Zwischendurch gibt es in diesem Mikrokosmos skurriler Typen teils komische, teils ernste Begegnungen mit dem Hausmeister, dem Briefträger und dem Fleischer sowie denjenigen Personen, die diesen begegnen. Eines Tages wendet sich das Schicksal gegen Kubinke, und die Köchin und das Hausmädchen überraschen den jungen Mann mit Unterhaltsklagen. Kubinke ist daraufhin vollkommen von der Rolle und versucht sich sogar umzubringen. Doch der für den Suizidversuch ausgewählte Strang rutscht ab, und so findet Kubinke schließlich in die Arme seiner Liebsten zurück.

## Produktionsnotizen
Kubinke, der Barbier und die drei Dienstmädchen entstand im April und Mai 1926 im Rex-Film Atelier, passierte die Filmzensur am 14. Juni 1926 und am 6. August desselben Jahres in Berlins Tauentzienpalast uraufgeführt. Der Film besaß eine Länge von 2080 Metern, verteilt auf sechs Akte.
Otto Moldenhauer entwarf die Filmbauten.

## Kritik
Paimann’s Filmlisten resümierte: „Keine gewagt konstruierten Konflikte, sondern das Leben wie es ist, was der Besucher bei tausend Einzelheiten schmunzelnd konstatiert, das Ganze heiter aufgezogen, welchem Eindrucke das beinahe tragische Ende keinen Abbruch tut. Die Darstellung ist hohe Klasse.“